# István Varga (judoka)
István Varga (ur. 22 sierpnia 1960 w Nagyszénás, zm. 13 lutego 2023 w Budapeszcie) – węgierski judoka. Olimpijczyk z Seulu 1988, gdzie zajął dwunaste miejsce w wadze półciężkiej.
Uczestnik zawodów międzynarodowych, mistrz kraju.

## Letnie Igrzyska Olimpijskie 1988
| Konkurencja | Eliminacje         | Klas. końcowa |
| Konkurencja | Przeciwnik I       | Miejsce       |
| ----------- | ------------------ | ------------- |
| 95 kg       | Jiří Sosna (TCH) P | 12.           |